# Carpodacus puniceus
Carpodacus puniceus е вид птица от семейство Чинкови (Fringillidae).

## Разпространение
Видът е разпространен в Бутан, Индия, Китай, Казахстан, Киргизстан, Непал, Пакистан, Таджикистан и Туркменистан.